# 泰西耶尔
泰西耶尔（法語：Teyssières，法語發音：[tɛsjɛʁ]）是法国德龙省的一个市镇，属于尼永斯区。

## 地理
泰西耶尔（44°27'41"N, 5°8'45"E）面积28.09 平方千米，位于法国奥弗涅-罗讷-阿尔卑斯大区德龙省，该省份为法国东南部内陆省份，北起顺时针与伊泽尔省、上阿尔卑斯省、上普罗旺斯阿尔卑斯省、沃克吕兹省和阿尔代什省接壤。
与泰西耶尔接壤的市镇（或旧市镇、城区）包括：欧布尔、蒙茹、勒佩格、鲁塞莱维涅、旺特罗勒、孔多塞、圣费雷奥勒-特朗特帕、瓦卢斯、韦斯克。

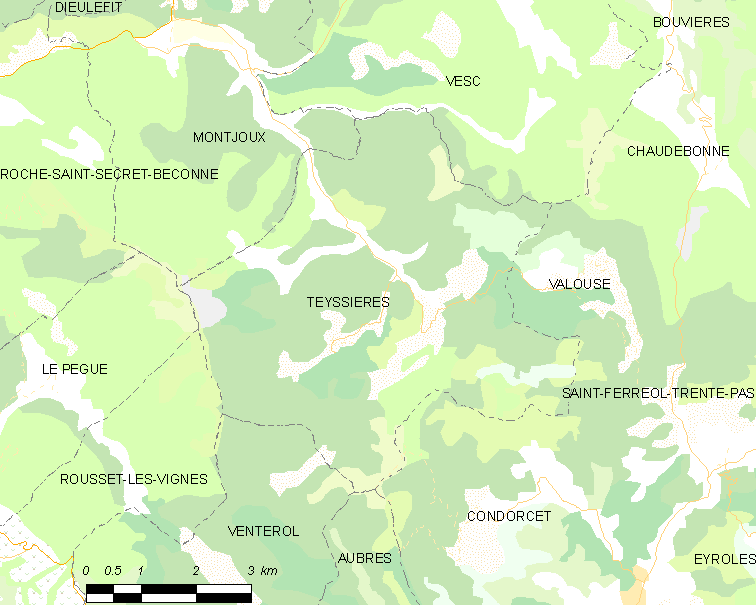
泰西耶尔的OSM定位图

泰西耶尔的时区为UTC+01:00、UTC+02:00（夏令时）。

## 行政
泰西耶尔的邮政编码为26220，INSEE市镇编码为26350。

## 政治
泰西耶尔所属的省级选区为迪约勒菲县。

## 人口

1962-2008年间泰西耶尔人口变化图示

泰西耶尔于2022年1月1日时的人口数量为66人。